# دانشگاه بین‌المللی بالکان
دانشگاه بین‌المللی بالکان (به لاتین: International Balkan University) یک دانشگاه در مقدونیه شمالی است که در اسکوپیه واقع شده‌است.